# Стрельба в школе в Граце
Инцидент со стрельбой в федеральной гимназии для старших классов (нем. Bundesoberstufenrealgymnasium, BORG) в городе Граце (Австрия) на Драйершютценгассе произошёл во вторник 10 июня 2025 года. Это массовое убийство стало самым масштабным по числу жертв в современной истории Австрии.

## Ход событий
Утром 10 июня 2025 года около 10:00 21-летний бывший ученик гимназии Артур Ахляйтнер открыл стрельбу сначала на территории, а затем в двух классах на втором этаже. Было произведено около 40 выстрелов. Убийца использовал пистолет и дробовик, которыми владел легально.
После убийства нападавший покончил с собой в туалете.
Полицейские начали операцию в 10 утра с привлечением антитеррористического спецназа «Кобра» и вертолёта. Школьников и персонал эвакуировали.

## Нападавший
Нападавшим был опознан 21-летний гражданин Австрии Артур Ахляйтнер (нем. Arthur Achleitner) из Кальсдорфа-бай-Грац, который ранее был учеником этой гимназии, но бросил учёбу в шестом классе, не получив аттестат. Часть стрельбы произошла в его бывшем классе. Его мать имеет австрийское гражданство, а отец — армянское. После развода родителей он проживал вместе с матерью и братом.
Незадолго до нападения преступник отправил матери видеообращение. В видео он заявил о своём намерении совершить нападение на свою бывшую школу. Мать преступника посмотрела видео через 24 минуты после его загрузки и сразу же связалась с полицией, но к тому моменту стрельба уже началась.
Преступник был законным владельцем двух единиц огнестрельного оружия, использованных при стрельбе, но не имел лицензии на их ношение. Полуавтоматический пистолет Glock был приобретён за несколько дней до стрельбы, а дробовик находился в его владении раньше.
После стрельбы в СМИ появились сообщения о том, что преступник называл себя «жертвой травли», Министр Карнер заявил, что полицейское расследование продолжается и что подробности о мотиве являются лишь «предположениями».
Во время обыска в доме преступника полиция обнаружила предсмертную записку, однако её содержание не было сразу обнародовано. Газета Kronen Zeitung сообщила, что в записке упоминалось об издевательствах, другие информационные агентства охарактеризовали это заявление как «неподтверждённую информацию». Генеральный директор по общественной безопасности заявил, что записка была прощальным посланием, адресованным его родителям, и не содержала никаких объяснений и мотивов его нападения. Также была обнаружена нерабочая трубчатая бомба. Другие найденные документы указывают на то, что преступник планировал применять в нападении взрывное устройство, но отказался от этой идеи.

## Жертвы
Среди погибших — четыре пятиклассницы, трое восьмиклассников, а также ещё одна ученица, убитая вне гимназии. 59-летняя работница школы, бывшая ранее учительницей напавшего, которая была госпитализирована с ранением в университетскую клинику Граца, спустя восемь часов скончалась.

## Реакция
Канцлер Кристиан Штокер отменил все свои встречи на этот день и отправился в Грац вместе с министром внутренних дел Герхардом Карнером для координации ответных действий правительства. Они выступили на пресс-конференции в 15:00 по центральному европейскому летнему времени вместе с министром образования Кристофом Видеркером и мэром Граца Эльке Кар; Штокер объявил три дня национального траура, которые начались 11 июня 2025 года. Министр образования Кристоф Видеркер объявил, что школа будет закрыта до дальнейшего уведомления, а также что приоритетом являются поддержка пострадавших и обеспечение безопасности в дальнейшем.